# Міхаїл-Когелнічану (Констанца)
Міхаїл-Когелнічану (рум. Mihail Kogălniceanu) — село у повіті Констанца в Румунії. Входить до складу комуни Міхаїл-Когелнічану.
Село розташоване на відстані 188 км на схід від Бухареста, 25 км на північний захід від Констанци, 122 км на південь від Галаца.

## Населення
За даними перепису населення 2002 року у селі проживали 8386 осіб.
Національний склад населення села:
| Національність | Кількість осіб | Відсоток |
| -------------- | -------------- | -------- |
| румуни         | 7669           | 91,5%    |
| татари         | 332            | 4,0%     |
| цигани         | 268            | 3,2%     |
| турки          | 71             | 0,8%     |
| німці          | 30             | 0,4%     |

Рідною мовою назвали:
| Мова      | Кількість осіб | Відсоток |
| --------- | -------------- | -------- |
| румунська | 7851           | 93,6%    |
| татарська | 268            | 3,2%     |
| циганська | 181            | 2,2%     |
| турецька  | 61             | 0,7%     |
| німецька  | 13             | 0,2%     |
| угорська  | 9              | 0,1%     |